# Гримоалд III (Беневенто)
Вижте пояснителната страница за други личности с името Гримоалд.
Гримоалд III (на латински: Grimoald III., Grimuald, Grimvald, Grimoldus; * пр. 773; † април 806) е от 788 до 806 г. dux gentis Langobardorum (херцог на лангобардите) в херцогство Беневенто.
Той е вторият син на херцога на Беневенто Аричис II и Аделперга, дъщеря на лангобардския крал Дезидерий и съпругата му Анса. По баща е внук на Ромуалд I (херцог на Беневенто 662 – 677).
През 787 г. Аричис II изпраща син си Ромуалд с подаръци при Карл Велики в Рим, който, вероятно по съвет на папа Адриан I, го взема за заложник и марширува в Капуа в територията на Беневенто. Аричис II се оттегля в укрепения Салерно и изпраща Гримоалд III при Карл, който сключва с него мирен договор, който предвижда годишен трибут от 7000 солида. Гримоалд III остава като заложник на мястото на брат му Ромуалд и марширува с Карл Велики във Франция. По-големият му брат Ромуалд умира на 21 юли 787 г.
Баща му Аричис II умира на 26 август 787 г. и е погребан в катедралата на Салерно. Карл Велики не освобождава наследника на трона Гримоалд III, затова Аделперга е няколко месеца регентка. Гримоалд III, след като признава Карл Велики и му се заклева във вярност, се качва на трона в началото на 788 г. и става херцог на Беневенто и Салерно.
Гримоалд III побеждава заедно с dux Хилдепранд от Сполето и Винегиз (командир на франките), нахлулата през 787 г. в Калабрия византийска войска с командири sacellarius Йохан, patricius Теодор от Сицилия и Аделхис (син на последния крал на лангобардите Дезидерий). Убити са главният командир Йохан и 4000 гърци, а 1000 са пленени.
През 790 г. Гримоалд III сключва мирен договор с Византия и се жени за Евантия (Euanthia), внучка на свети Филарет и сестра на Мария, съпругата на император Константин VI, което предизвиква нападение от франките. Крал Пипин, син на Карл и наместник в Италия, опустошава Беневенто през 791 г. и през 792 г., подпомаган от братята му Лудвиг Благочестиви и Карл Млади, заради настъпилия глад.
През 792 г. Гримоалд носи титлата princeps и на монетите му вече не се споменава името на Карл Велики.
На документи Гримоалд има титлата summo magno princ Langobardorum genti (Гримоалд, най-висшият княз на лангобардския народ). През 795 г. се развежда с Euanthia и я изпраща обратно в къщи. През късното лято на 800 г. Карл Велики изпраща син си Пипин отново на поход в Беневенто, който отново е без резултат. През 802 г. Гримоалд обсажда франкския comes (граф или dux, херцог) Винигис от Сполето в Луцерия, пленява го и го освобождава след една година.
Гримоалд III умира през април 806 г. и е погребан в катедралата на Салерно до баща му и братята му.
На престола идва Гримоалд IV (806 – 817), син на Ерменрих.